# 蓝色星球奖
蓝色星球奖（日语：ブループラネット賞）是日本旭硝子基金会建立的一个奖项，成立地球高峰会举办的1992年，目的是奖励解决全球环境问题的科学研究。其第一任获奖者是真锅淑郎。每年奖金额度为1亿日元（约合600万元人民币）。

## 获奖者
- 1992 真鍋淑郎和国际环境与发展研究所（英语：International Institute for Environment和Development）（IIED）
- 1993 查尔斯·大卫·基林和國際自然保護聯盟（IUCN）
- 1994 欧根·赛博尔德和莱斯特·R·布朗
- 1995 Maurice F. Strong和Bert Bolin
- 1996 Wallace S. Broecker和M·S·斯瓦米纳坦研究基金会（英语：MS Swaminathan Research Foundation）
- 1997 詹姆斯·洛夫洛克和保護國際（CI）
- 1998 米哈伊尔·伊万诺维奇·布迪科（英语：Mikhail Budyko）和David R. Brower
- 1999 保罗·R·埃利希和曲格平
- 2000 Theo Colborn和Karl-Henrik Robèrt
- 2001 Lord (Robert) May of Oxford和Norman Myers
- 2002 Harold A. Mooney和J. Gustave Speth
- 2003 Gene E. Likens、F. Herbert Bormann和Vo Quy
- 2004 Susan Solomon和格罗·哈莱姆·布伦特兰
- 2005 Nicholas Shackleton和Gordon Hisashi Sato
- 2006 宮脇昭（英语：Akira Miyawaki）和Emil Salim
- 2007 Joseph Sax和艾默里·洛文斯
- 2008 Claude Lorius和José Goldemberg
- 2009 宇澤弘文和尼古拉斯·斯特恩
- 2010 詹姆斯·漢森和Robert Watson
- 2011 Jane Lubchenco和赤脚大学
- 2012 William E. Rees、Mathis Wackernagel和Thomas E. Lovejoy
- 2013 松野太郎（英语：Taroh Matsuno）和Daniel Sperling
- 2014 赫尔曼·E·戴利、丹尼尔·H·简森和国家生物多样性研究所（英语：Instituto Nacional de Biodiversidad）（INBio）
- 2015 Partha Dasgupta和傑佛瑞·薩克斯
- 2016 Pavan Sukhdev和Markus Borner
- 2017 Hans Joachim Schellnhuber和格蕾琴·C·戴利
- 2018 Brian Walker和Malin Falkenmark
- 2019 Eric Lambin和賈德·戴蒙
- 2020 David Tilman和Simon Stuart
- 2021 Veerabhadran Ramanathan和Mohan Munasinghe
- 2022 不丹国王吉格梅·辛格·旺楚克和Stephen Carpenter